# Operatie Ostern (II)
Operatie Ostern (II) (Operatie Pasen (II)) was een Duitse operatie voor de terugtrekking uit Zadar in oktober 1944 als onderdeel van Operatie Herbstgewitter (IV).

## Inleiding
Medio oktober 1944 bevond het Duitse 891e Grenadierregiment van de 264e Infanteriedivisie zich nog steeds in Zadar en omgeving, voor het verdedigen van de Dalmatische kustlijn. De commandant van het regiment ontving de eerste instructies om zich voor te bereiden op de terugtrekking op 12 oktober 1944, in het kader van de grotere terugtrekkingsoperatie Herbstgewitter (IV), richting de Grüne Linie (Groene lijn).
In de orders waren drie mogelijke routes genoemd, waarbij de derde een laatste redmiddel was:
- Via Smilčić naar Obrovac door te breken
- Via Biograd na Moru, Pakoštane, Pirovac, Vodice, Bribirske Mostine en Roski Slap naar Drniš om onderweg lokale garnizoenen te verzamelen
- De zeeroute naar Senj of Šibenik

De successen van de 19e Dalmatische Divisie van de Joegoslavische partizanen in Noord-Dalmatië, die de eerste twee landroutes blokkeerden, dwongen het regiment om een terugtrekkingsroute over zee te kiezen door Vodice naar Šibenik, waar het zou aansluiten bij het 892e en 893e Grenadierregiment voordat het zich uiteindelijk bij de staf van de 264e Infanteriedivisie in Knin zou voegen. Kampfgruppe (gevechtsgroep) Strecker werd voor deze taak gevormd uit regiments- en marinepersoneel in Zadar. Het zeetransport werd met succes uitgevoerd in de nacht van 30/31 oktober van Zadar naar Šibenik en van daar ging het regiment verder naar Knin. Dit gebeurde slechts twee dagen voordat de partizanen Šibenik aanvielen, waardoor Kampfgruppe Allermann werd afgesneden, die tijdens de terugtocht zwaar werd toegetakeld.

## Nasleep
De door de Duitsers ontruimde stad Zadar werd op 31 oktober door de partizanen ingenomen.